# Ивањски Бок
Ивањски Бок је насељено место у општини Суња, Сисачко-мославачка жупанија, Хрватска.

## Историја
До нове територијалне организације налазио се у саставу бивше велике општине Сисак. Ивањски Бок се од распада Југославије до августа 1995. године налазио у Републици Српској Крајини.

## Становништво
| Националност       | 1991.        |
| Срби               | 134 (91,15%) |
| Хрвати             | 0            |
| Југословени        | 1 (0,68%)    |
| остали и непознато | 12 (8,16%)   |
| Укупно             | 147          |